# Purple Kiss
Purple Kiss (tiếng Hàn: 퍼플키스; cách điệu bằng cách viết hoa tất cả các chữ cái) là một nhóm nhạc nữ Hàn Quốc được thành lập bởi RBW vào năm 2020. Nhóm bao gồm sáu thành viên: Na Goeun, Dosie, Ireh, Yuki, Chaein và Swan. Ban đầu, đây là một nhóm bảy thành viên, nhưng Park Jieun đã rời nhóm vào ngày 18 tháng 11 năm 2022 do vấn đề sức khỏe kém. Họ được coi là một nhóm tự sản xuất, với các thành viên tham gia viết và sáng tác nhạc, và các khía cạnh khác trong âm nhạc, và showmanship của họ.

## Tên gọi
Tên của nhóm là một phức hợp: "Purple" (màu tím) với ý tưởng rằng màu được tạo ra thông qua nhiều màu; và từ "Kiss" (hôn) tượng trưng cho tình yêu. Nó ghi dấu ấn ở khía cạnh cá tính đa dạng trong màu sắc âm nhạc được hòa trộn hài hòa của từng thành viên, vì vậy, ý nghĩa của Purple Kiss là "truyền đạt tình yêu thông qua nhiều màu sắc âm nhạc".

## Lịch sử

### 2018–2021: 365 Practice và trước khi ra mắt

#### 365 Practice
Purple Kiss, khi đó được gọi là 365 Practice, bắt đầu hoạt động thông qua kênh YouTube cùng tên vào tháng 3 năm 2018, được RBW sử dụng để làm nổi bật cuộc sống hàng ngày, hoạt động ở trường và các bài tập của các thực tập sinh nữ. Kênh đã giới thiệu tất cả bảy thành viên tương lai của Purple Kiss, cùng với các thực tập sinh khác không được thêm vào đội hình cuối cùng.
Trong và trước thời kỳ này, nhiều thành viên đã xuất hiện trên nhiều chương trình thực tế khác nhau của Hàn Quốc và tham gia các hoạt động trong nước khác. Vào năm 2011 và 2014, Chaein xuất hiện trên K-pop Star mùa 1 và 3. Cuối năm 2017, Dosie thi đấu trên Mix Nine, xếp hạng 74. Vào tháng 6 năm 2018 , Park Ji-eun và Na Go-eun đã thi đấu trong Produce 48, lần lượt xếp thứ 80 và 29.
Vào ngày 25 tháng 5 năm 2019, 365 Practice đã tổ chức buổi hòa nhạc nhỏ "All-Ways" tại RBW Art Hall để kỷ niệm 100.000 người đăng ký trên YouTube. Vào tháng 7 năm 2019, Swan đã thu âm giọng hát chính cho "Snapping" của Chungha. Vào ngày 2 tháng 11 năm 2019, họ đã cùng Moonbyul của Mamamoo tổ chức từ thiện tại Lễ hội làng may thời trang Seongdong (Seongdong Fashion Sewing Village Festival).
Trong những ngày còn là thực tập sinh sau đó, các thành viên đã tham gia các dự án âm nhạc như LunCHbox, với Dosie, Swan và Goeun góp mặt trong đội hình nghệ sĩ nổi bật. Yuki và Lee Ye-sol, một cựu thực tập sinh, đã góp mặt trong album của Hwang Sung-jin là Hwang Sung Jin Project Secondary words Vol.2 trong ca khúc "Be With You". Go-eun đã thu âm đĩa đơn "Fly" cho nhạc phim của bộ phim truyền hình năm 2019 Possessed. Vào ngày 26 tháng 5 năm 2020, cả nhóm xuất hiện với tư cách vũ công trong video âm nhạc "End of Spring" của Onewe, cùng với Oneus.

#### Sự thành lập của Purple Kiss và đĩa đơn trước khi ra mắt
Vào ngày 19 tháng 6 năm 2020, một đoạn giới thiệu đầu tay đã được phát hành trên kênh 365 Practice, chính thức công bố tên nhóm là Purple Kiss. Đội hình cuối cùng—bao gồm Park Ji-eun, Na Go-eun, Dosie, Ireh, Yuki, Chaein và Swan—được tiết lộ từ ngày 20 tháng 7 đến ngày 1 tháng 8 với các đoạn giới thiệu video âm nhạc cá nhân giới thiệu từng thành viên, đỉnh điểm là một đoạn giới thiệu nhóm vào ngày 3 tháng 8 năm 2020.
Purple Kiss đã phát hành đĩa đơn kỹ thuật số pre-debut đầu tiên của họ, "My Heart Skip a Beat" vào ngày 26 tháng 11 năm 2020. Swan đã không tham gia vào đĩa đơn hoặc video âm nhạc của nhóm do phải tạm ngừng hoạt động vì lý do sức khỏe. Bài hát đã nhận được sự quan tâm tích cực từ giới truyền thông Hàn Quốc, và có vũ đạo nổi bật do các thành viên sáng tạo cũng như phần rap gốc do Yuki viết. Đĩa đơn pre-debut thứ hai của nhóm, "Can We Talk Again," được phát hành vào ngày 3 tháng 2 năm 2021 và có sự góp mặt của cả bảy thành viên. Đĩa đơn, một ca khúc R&B nhẹ nhàng, tương phản đáng kể với "My Heart Skip a Beat" lấy cảm hứng từ nhạc rock, nhằm thể hiện sự linh hoạt trong âm nhạc của nhóm.

### 2021: Giới thiệu và ra mắtInto VioletvàHide & Seek
Vào ngày 28 tháng 2, Purple Kiss công bố màn ra mắt đầu tiên của họ, đó sẽ là EP Into Violet. Nó được phát hành vào ngày 15 tháng 3 với ca khúc thứ hai "Ponzona" là đĩa đơn chủ đạo của EP với một video âm nhạc đi kèm. Into Violet đạt vị trí thứ 11 trên Gaon Album Chart trong khi "Ponzona" ở vị trí thứ 99 trên Download Chart.
Vào ngày 8 tháng 9, Purple Kiss phát hành EP Hide & Seek thứ hai, với đĩa đơn chủ đạo "Zombie". Đĩa đơn chính do Yuki đồng sáng tác, cùng với người bạn cùng công ty CyA, nhóm đã viết và soạn nhạc cho hầu hết các bài hát trong album.
Ngày 18 tháng 12, Purple Kiss phát hành đĩa đơn kỹ thuật số mùa đông "My My".

### 2022–nay:MemeM,Geekyland, Park Jieun rời nhóm vàCabin Fever
Vào ngày 29 tháng 3 năm 2022, Purple Kiss phát hành EP thứ ba MemeM, với đĩa đơn chủ đạo cùng tên.
Vào ngày 25 tháng 7 năm 2022, Purple Kiss phát hành EP thứ tư Geekyland, với đĩa đơn chủ đạo là "Nerdy".
Vào ngày 18 tháng 11 năm 2022, RBW thông báo rằng Park Ji-eun đã đưa ra quyết định rời nhóm do tình trạng sức khỏe yếu và các triệu chứng lo âu, khiến Purple Kiss trở thành một nhóm gồm sáu thành viên.
Vào ngày 15 tháng 2 năm 2023, Purple Kiss phát hành EP thứ năm Cabin Fever, với đĩa đơn chủ đạo là "Sweet Juice".

## Thành viên
| Nghệ danh           | Nghệ danh | Nghệ danh  | Tên khai sinh | Tên khai sinh | Tên khai sinh    | Tên khai sinh | Tên khai sinh      | Ngày sinh        | Nơi sinh                                                     | Quốc tịch |
| Latinh              | Hangul    | Kana       | Latinh        | Hangul        | Kana             | Hanja         | Hán-Việt           | Ngày sinh        | Nơi sinh                                                     | Quốc tịch |
| Thành viên hiện tại |           |            |               |               |                  |               |                    |                  |                                                              |           |
| Na Goeun            | 나고은    | ナゴウン   | Na Goeun      | 나고은        | ナ・ゴウン       | 羅高恩        | La Cao Ân          | 3 tháng 9, 1999  | Jinwol-dong, Nam-gu, Gwangju, Hàn Quốc                       | Hàn Quốc  |
| Dosie               | 도시      | ドシ       | Jang Eunseong | 장은성        | チャン・ウンソン | 張恩誠        | Truơng Ân Thành    | 11 tháng 2, 2000 | Busan, Hàn Quốc                                              | Hàn Quốc  |
| Ireh                | 이레      | イレ       | Jo Seoyoung   | 조서영        | チョ・ソヨン     | 曺敍榮        | Tào Tự Vinh        | 30 tháng 4, 2002 | Jeongja-dong, Bundang-gu, Seongnam-si, Gyeonggi-do, Hàn Quốc | Hàn Quốc  |
| Yuki                | 유키      | ユキ       | Mori Koyuki   | 모리 코유키   | もうり こゆき    | 毛利 小雪     | Mao Lợi Tiểu Tuyết | 6 tháng 11, 2002 | Tokyo, Nhật Bản                                              | Nhật Bản  |
| Chaein              | 채인      | チェイン   | Lee Chaeyoung | 이채영        | イ・チェヨン     | 李採映        | Lý Thái Ánh        | 5 tháng 12, 2002 | Busan, Hàn Quốc                                              | Hàn Quốc  |
| Swan                | 수안      | チェイン   | Park Soojin   | 박수진        | パク・スジン     | 朴秀珍        | Phác Tú Trân       | 11 tháng 7, 2003 | Yongin, Gyeonggi, Hàn Quốc                                   | Hàn Quốc  |
| Cựu thành viên      |           |            |               |               |                  |               |                    |                  |                                                              |           |
| Park Jieun          | 박지은    | パクジウン | Park Jieun    | 박지은        | パク・ジウン     | 朴志殷        | Phác Chí Yên       | 4 tháng 9, 1997  | Godeok-dong, Gangdong-gu, Seoul, Hàn Quốc                    | Hàn Quốc  |